# Naturschutzgebiet Medebachtal und Quellgebiet

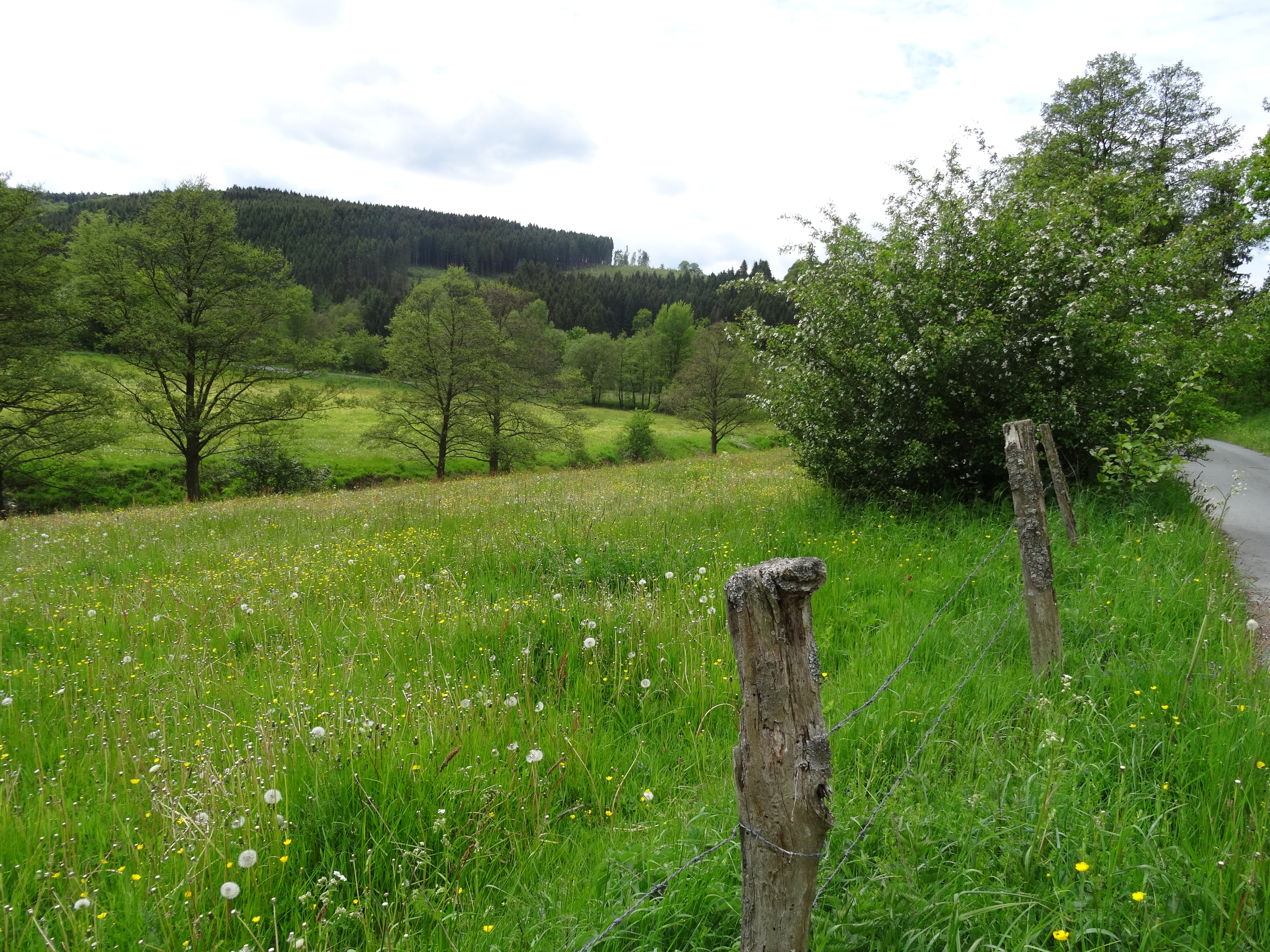
Naturschutzgebiet Medebachtal und Quellgebiet

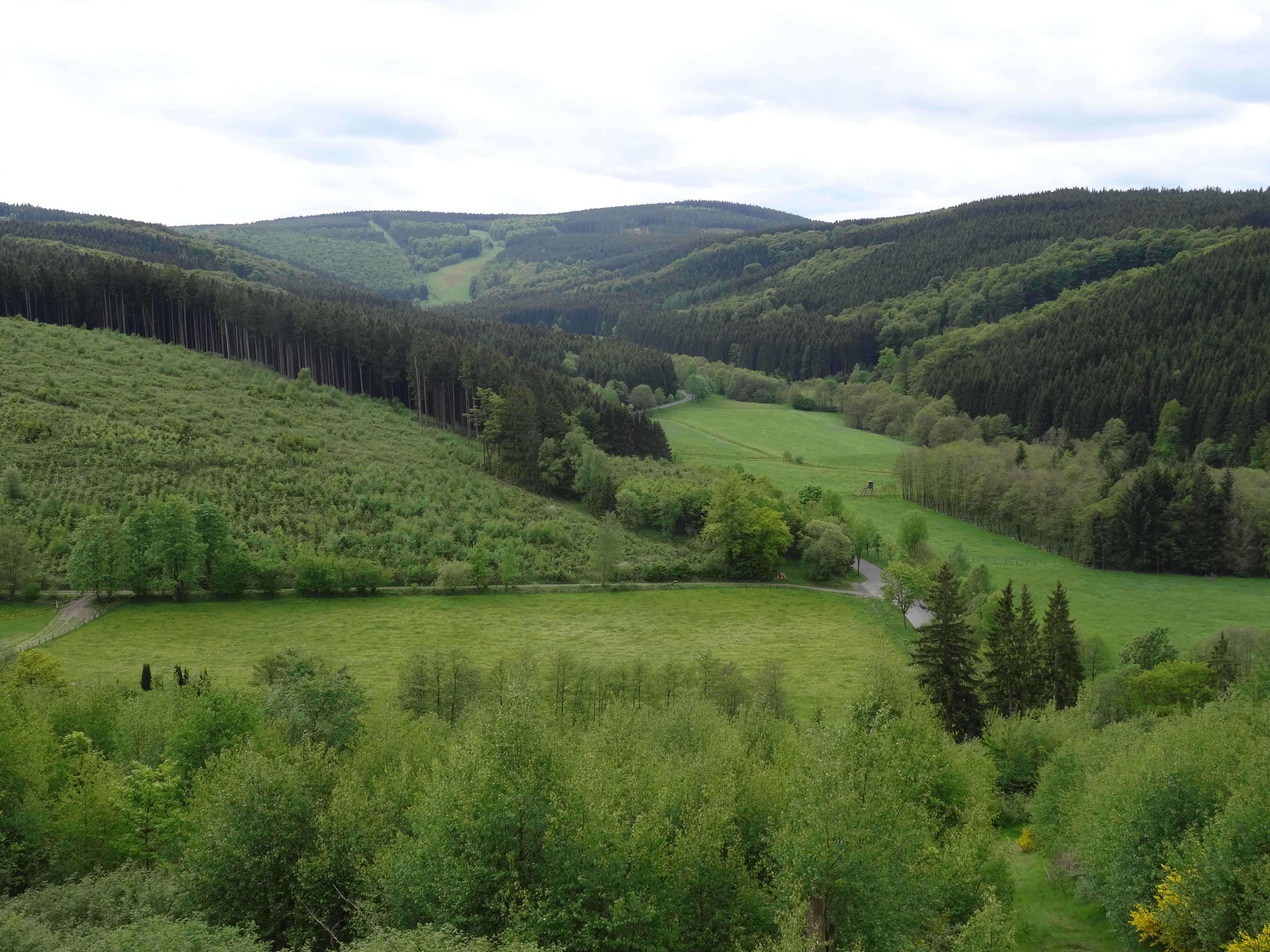
NSG (Grünland rechts) und Umgebung

Das Naturschutzgebiet Medebachtal und Quellgebiet mit einer Größe von 50,7 ha liegt südlich von Bruchhausen im Stadtgebiet von Olsberg im Hochsauerlandkreis. Das Gebiet wurde 2004 mit dem Landschaftsplan Olsberg durch den Hochsauerlandkreis als Naturschutzgebiet (NSG) ausgewiesen. 

## Gebietsbeschreibung
Beim NSG handelt es sich um Quellgebiet vom  Medebach  und der Bachlauf mit Flussaue bis zum Dorf. Im Dorf wird dann beim Zusammenfluss der Lutterbecke und des Medebaches der Gierskoppbach.

## Schutzzweck
Im NSG soll der dortige Quellgebiet und der Bach geschützt werden. Wie bei allen Naturschutzgebieten in Deutschland wurde in der Schutzausweisung darauf hingewiesen, dass das Gebiet „wegen der Seltenheit, besonderen Eigenart und Schönheit des Gebietes“ zum Naturschutzgebiet wurde.